# Stilijan Makarski
Stilijan Makarski (bulgarisch Стилиян Макарски; * 18. März 1985 in Sofia) ist ein bulgarischer Badmintonspieler. 

## Karriere
Stilijan Makarski war 2007 erstmals bei den nationalen Titelkämpfen in Bulgarien erfolgreich. Bis 2011 folgten acht weitere Siege. Gewinnen konnte er des Weiteren das Mixed (zusammen mit Diana Dimova) und das Herrendoppel (zusammen mit Vladimir Metodiev) bei den Romanian International 2006 und die Balkanmeisterschaften. 2006, 2007, 2009, 2010 und 2011 nahm er an den Badminton-Weltmeisterschaften teil. Als Legionär ist er derzeit in Österreich unter Vertrag.